# Demarquía

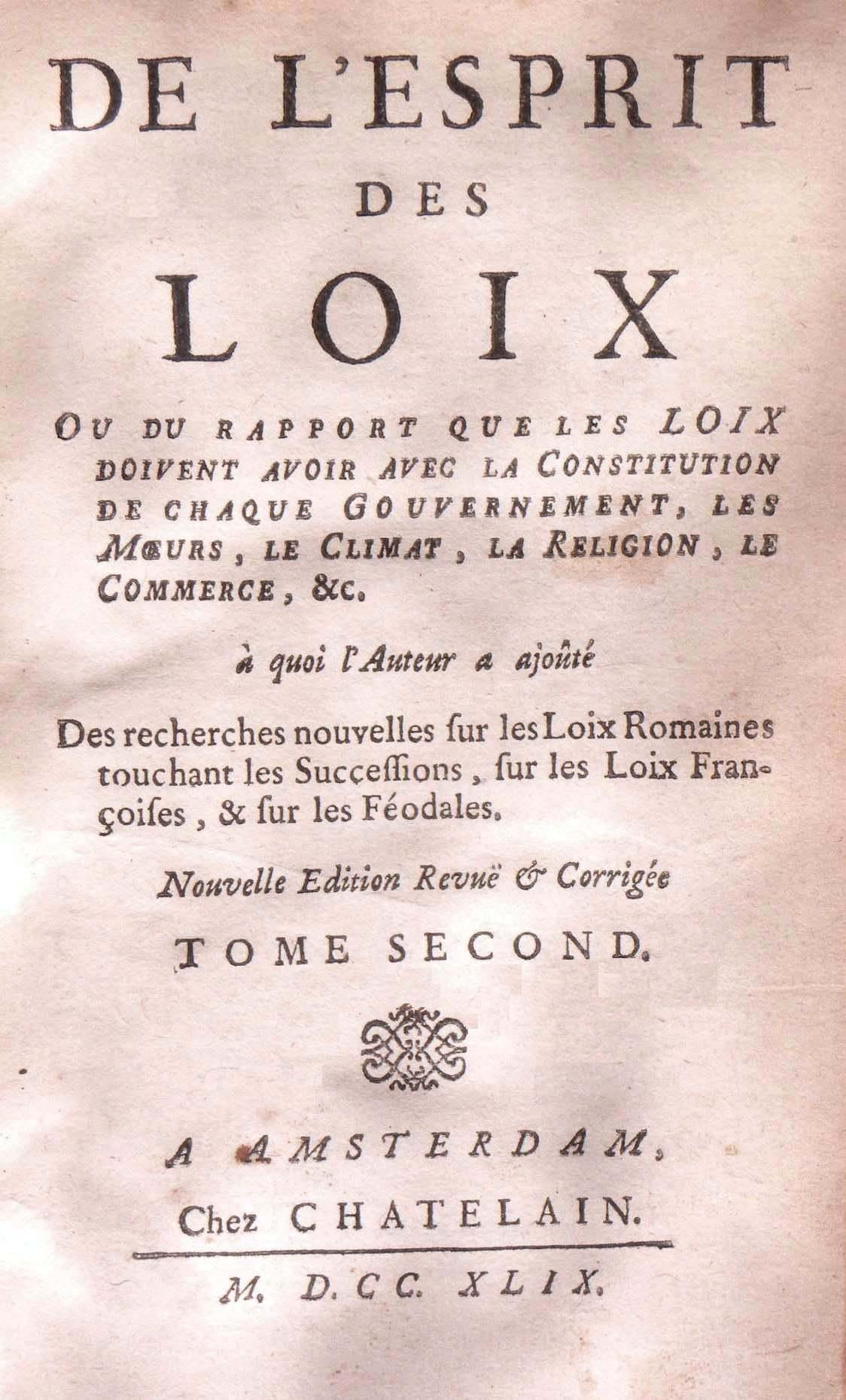
Carátula de la edición revisada de De l'esprit des lois (Chatelain, Ámsterdam, 1749; razones políticas aconsejaban publicarla anónima y fuera de Francia), en cuyo Cap. II Montesquieu señala: "El sufragio por sorteo es de la naturaleza de la democracia, mientras que el sufragio por elección es de la naturaleza de la aristocracia".

Demarquía o estococracia (del griego antiguo: δημαρχία o στόχου κράτος [demarjía o stojou kratos] ‘demarcación ο poder de tiro’) es un sistema político de gobierno, en el cual el Estado es gobernado por ciudadanos elegidos aleatoriamente. En francés se le llama tirage au sort, suffrage par le sort o élection par le sort ("tirada a suerte", "sufragio por la suerte" o "elección por la suerte"); en español también se usan los términos insaculación o lotocracia; y en inglés sortition o allotment ("sorteo" o "asignación").

## Acuñación de término
El término demarchy fue acuñado por Peter Dienel y Burkhard Wehner y desarrollado en el siglo XX por el filósofo australiano John Burnheim; en alemán: Demarchie), es un sistema político de gobierno, en el cual el Estado es gobernado por ciudadanos elegidos aleatoriamente. Se trata de una democracia realizada por sorteo, suprimiendo las elecciones y los partidos políticos pero capacitando a todo el pueblo para que cualquier ciudadano esté en condiciones de ser útilmente elegido.
Estos individuos o grupos, que formarían todos los cuerpos no técnicos (es decir, los que no exigen formación profesional especializada) del gobierno en los Poderes Ejecutivo y Legislativo, y que en el sistema de Burnheim se llaman "jurados políticos" (policy juries), "jurados de ciudadanos" (citizens' juries) o "Conferencias de consenso" (Consensus Conferences), decidirían -cuando se desempeñan individualmente (por ejemplo, la persona sorteada para presidente de la nación, gobernador de provincia o intendente de municipio)- o bien deliberarían -cuando se desempeñan colectivamente (formando legislaturas, por ejemplo, en cuyo caso operarían del mismo modo que los jurados alcanzan veredictos en los casos penales)- a fin de decidir para legislar emitiendo decretos o aprobando leyes. Sea individual o colectivamente, esos representantes del pueblo tomarían todas las decisiones sobre políticas públicas.
El Poder Judicial del Estado (los jueces), que es considerado una carrera especializada de los magistrados, suele verse excluido del sorteo para cubrir los cargos. Aunque sí pudiera establecerse la elección de los mismos por demarquía, atendiendo los méritos acumulados para el cargo aspirado.

## Descripción
La demarquía, democracia estocástica o estococracia intenta superar algunos de los problemas funcionales de las democracias representativas convencionales, que en la práctica han estado sujetas a la manipulación por parte de intereses especiales y que plantean una división entre políticos profesionales (incluyendo en esta categoría a quienes forman parte de los grupos de interés o lobbies) y un electorado básicamente pasivo, descomprometido, no muy implicado y a menudo desinformado. La idea viene de la antigua Grecia y ha sido renovada ante la influencia, a veces abrumadora sobre las elecciones, cobrada por los medios de comunicación, por la corrupción económica, y por la formación espontánea de una "clase" política y de partidos políticos cuyo presupuesto aprueban los mismos políticos electos. Según Burnheim, la elección aleatoria de los decisores de las políticas haría más fácil al común de los ciudadanos el participar de modo significativo y dificultaría, a quienes tienen intereses especiales, el corromper el proceso.
Einstein advirtió sobre esta corrupción estructural, o propia del sistema de partidos políticos:

"Los miembros de los cuerpos legislativos son seleccionados por los partidos políticos, financiados en gran parte o influidos de otra manera por los capitalistas privados quienes, para todos los propósitos prácticos, separan al electorado de la legislatura. La consecuencia es que los representantes del pueblo de hecho no protegen suficientemente los intereses de los grupos no privilegiados de la población. Encima, bajo las condiciones actuales, los capitalistas privados inevitablemente controlan directa o indirectamente las fuentes de información principales (prensa, radio, educación). Resulta pues muy difícil para un ciudadano particular, y en la mayoría de los casos le es en realidad imposible, alcanzar conclusiones objetivas y efectuar algún uso inteligente de sus derechos políticos"
Albert Einstein, en "¿Por qué el socialismo?"

En particular, estudiosos como el sociólogo y economista Vilfredo Pareto señalaron que en la época moderna la coerción social y el poder político se ejercen cada vez más a través de la "mediación ideológica", que incluye el control de la educación institucional y el control de las opiniones por parte de los medios de comunicación. La demarquía o estococracia, al elegir a los gobernantes por sorteo de su número de documento con posterior deselección de los legalmente incapaces, aseguraría la representatividad de todos los grupos, etnias y parcialidades.
Por ejemplo, como hace veinticuatro siglos lo señalaba el pensador y político ateniense Isócrates (436–338 a. C.), si en un momento dado uno de estos grupos forma el uno por ciento de la población, la estococracia o demarquía asegura que ese grupo sea representado por el uno por ciento de los gobernantes, no por otro número mucho mayor o mucho menor. Así lo garantiza la matemática de las muestras estadísticas. Y si diversos intereses promoviesen la deseducación y la incultura para expoliar y controlar mejor a los gobernados, la estococracia por el contrario exigiría mejorar la calidad de los gobernantes mejorando la preparación general de la población y difundiendo cultura entre todos, con lo cual se generaría un cambio social positivo aunque la mayoría de los ciudadanos no llegare jamás a gobernar.
Además, la estococracia procura eliminar todo el sistema de partidos políticos, así como los gastos eleccionarios y los compromisos de los gobernantes con quienes hubieran aportado mucho dinero para sus campañas electorales. Estas se suprimirían. La estococracia se dirige también a eliminar los privilegios, a veces sumamente generosos, que se autoconcede la denominada "clase política"; y a limitar la influencia de políticos individuales durante largos períodos (décadas), permitiendo tan larga duración sólo para los cargos técnicos.
Finalmente, en una estococracia nadie puede predecir exactamente cuál será la composición del gobierno siguiente, de modo que cada entidad política (región, nación, provincia, municipalidad, consorcio) debe establecer los líneamientos generales de las políticas públicas que se imponen a sus miembros, el logro de cuyos objetivos se confía a la serie de gobiernos por venir. Por eso, en caso de infringir las normas algún gobernante estococrático, este sistema político prevé enjuiciar efectivamente a los funcionarios individuales - sin que un partido político, al que el mismo perteneciera, lo defienda obrando como grupo de presión sobre los jueces. Dicho en otras palabras, procura evitar la impunidad política por delitos cometidos durante la gestión de los gobernantes.

## Historia
La palabra estococracia deriva del griego στόχος (stokhos, "objetivo", "diana" o "blanco" de tiro) donde la forma producida por las distribución de muchas flechas más o menos cercanas al centro del blanco, con su distribución normal, representa lo que es estocástico o aleatorio pero a la vez voluntariamente intencionado o direccionado.
La democracia ateniense tenía elementos similares a los de la estococracia o demarquía, ya que la mayor parte de los cargos eran elegidos por sorteo. Algunos empleos limitados de la estococracia aparecieron en la antigua Roma, en algunos segmentos reducidos del gobierno de la Iglesia, en las repúblicas italianas de Florencia y de Venecia, así como en los procesos de insaculación efectuados en Aragón, Castilla y León en España, y en Suiza.
La estococracia o demarquía fue analizada primariamente por Jean-Jacques Rousseau y pensadores del Iluminismo. La obra de Burnheim puede considerarse parte de una corriente crecientemente relevante en el mundo anglosajón que propugna combinaciones de las instituciones actuales con aplicaciones democráticas del sorteo. Entre los autores más relevantes de esta corriente anglosajona puede citarse también a Ernest Callenbach, A. Barnett y Peter Carty, Barbara Goodwin o, en el ámbito francés, Yves Sintomer. Los autores consagrados que han dedicado más espacio a este tipo de propuestas son Robert A. Dahl y Benjamin Barber. En el mundo hispanohablante la idea es anterior, si bien autores como el científico Mario Crocco, que elige emplear el término estococracia con el cual se conoce al sistema en la Argentina, y Juan Ramón Capella han plantado la posibilidad de acudir al sorteo como herramienta democratizadora

### Antigua Grecia

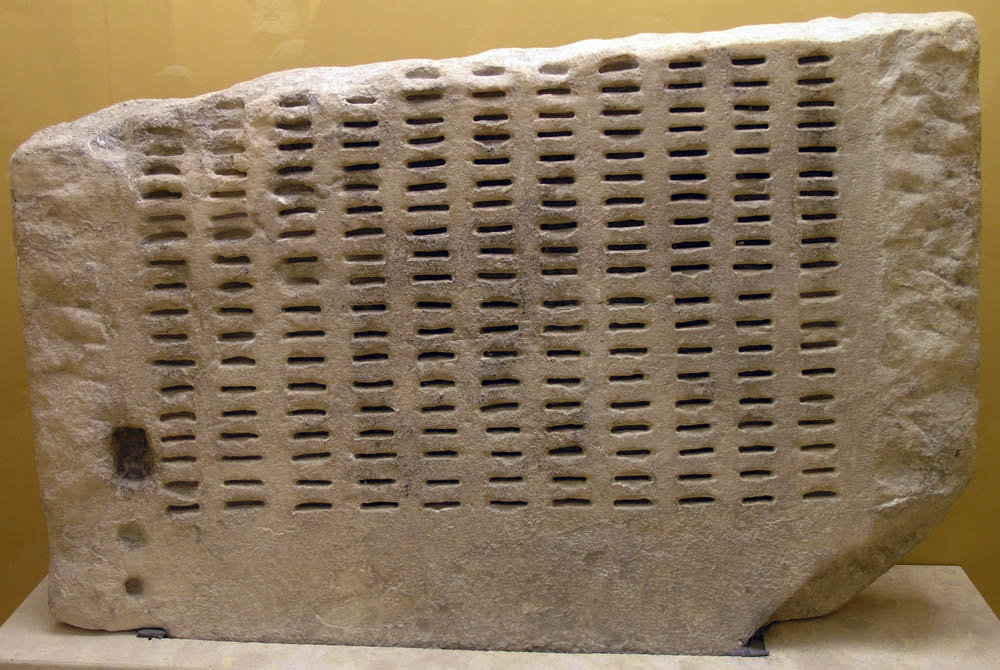
El cleroterion (griego antiguo, κληρωτήριον) es una máquina para desinsaculación utilizada en la antigua democracia ateniense para materializar el concepto de isonomía y de ese modo determinar, cada año, a los 6000 ciudadanos, varones, mayores de 30 años y repartidos en diez clases de 500 ciudadanos (1000 quedaban de reserva), que formaban el tribunal popular de los heliastas; y también a los 500 bouleutas del Consejo (a razón de cincuenta por tribu, a partir de la reforma de Clístenes).

La exclusión política de los administradores públicos tiene raíces añosas y paralelas. En la antigua Grecia, la democracia se construyó contra la figura del experto de gobierno y, por tal motivo, instauráronse repúblicas en que casi todos los más grandes servidores del Estado eran esclavos. El instrumento de la ciudad (pólis) para poner fuera de la política una serie de conocimientos especializados, cuyo dominio no debía legitimar la adquisición de ningún poder político, era confiar a esclavos las funciones públicas que requieren conocimientos especializados respecto a los cuales los ciudadanos se hallaban a menudo indigentes. De tal condición -esclavos todos, aunque disfrutaran de una situación de privilegio- fueron los principales funcionarios de las democracias griegas por sorteo a cargo de los archivos, la policía y la verificación de la moneda. Los mismos constituían el equivalente a alguna nación moderna en que el Director del Banco Central, el Jefe de la Policía y el de los Archivos Nacionales fuesen propiedad colectiva del pueblo. La razón de este estado de cosas reside en que la estococracia, tal como fue concebida por los griegos, significaba primordialmente que todos los poderes políticos están en manos de los ciudadanos. Invisibilizando políticamente a quienes estaban a cargo de su administración, la ciudad conjuró la aparición de un estado dentro del Estado que pudiese constituirse en organismo autónomo y, eventualmente, volverse contra ella, preocupación que determinó que la democracia se haya construido originalmente contra la figura del experto de gobierno. Herencia de esto es el carácter no político de la administración y de la magistratura, así como la historia de sus resistencias al mismo.

### La Ilustración: Montesquieu y Rousseau

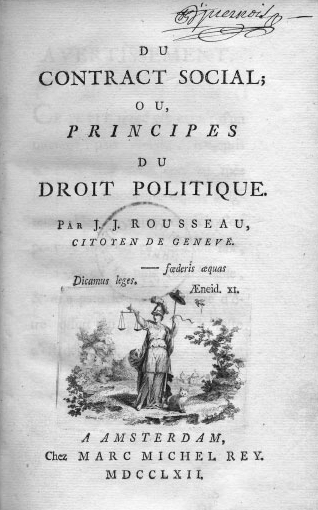
Carátula de la edición original en francés de El contrato social, o los principios del derecho político, obra de la cual se dice fue uno de los muchos incitadores de la Revolución francesa.

Montesquieu defiende la estococracia en el Capítulo 2 de El Espíritu de las Leyes, publicado en 1748, destacando que «El sufragio por sorteo es de la naturaleza de la democracia, mientras que el sufragio por elección es de la naturaleza de la aristocracia». A su vez Jean-Jacques Rousseau, en el Capítulo 2 de El Contrato Social, titulado "Des Élections" ("De las elecciones"), publicado en 1762, considera dos maneras posibles de elegir: la opción y el sorteo. Razona sobre la base de que el pueblo, en democracia, desempeña dos funciones: es a la vez soberano (poder legislativo) y gobierno (poder ejecutivo); para desempeñarlas, no debería permitir distraerse de la persecución del bien común ("vues générales") atendiendo su interés particular ("vues particulières") y llevar estas al mínimo, lo que precisamente es permitido por la democracia por sorteo, o estococracia.
Afirma allí Rousseau: «Sólo la ley puede imponer esta carga obligatoria [la magistratura, es decir el trabajo de ser gobernante] a aquel sobre el cual caiga la suerte. Ya que entonces la condición será igual para todos, y la elección no dependerá de ninguna voluntad humana, de modo que no existe ninguna aplicación  [desviatoria] particular que altere la universalidad de la ley».
Además, también para Rousseau la elección ("les suffrages") se adapta mejor al régimen aristocrático, que fomenta el uso de las influencias de poder y cabildeos ocultos, y se basa en ellos. Para Rousseau, pues, el sufragio o elección por medio de votos a partidos políticos es un engaño para dominar, originado por la aristocracia, y no podría ser democrático debido a los problemas funcionales que impone al pueblo obstaculizando su propia mejora y el acceso de personas buenas ("bons citoyens") al poder [ver sección anterior].
También el matemático y estudioso de la aritmética política, Nicolas de Condorcet (1743-1794) y el gobierno de la Revolución Francesa analizaron cuidadosamente la democracia por sorteo.

### En la época contemporánea
En la praxis política moderna, se han realizado ensayos estococráticos en la ciudad china de Zeguo (2009), en la Columbia Británica (una provincia del Canadá, siendo la estococracia allí promovida por el grupo denominado "Citizens’ Assembly on Electoral Reform"), en Nueva Gales del Sur (un Estado de Australia, donde la promueve el "Institute of Sustainable Futures" o ISF en Sídney), en algunas iniciativas limitadas del Parlamento (Legislatura) de Islandia (2010) y en varios "Geschworenenjurys" de Alemania.[cita requerida]

## Un ejemplo práctico de democracia por sorteo o estococracia
Sea una nación federal, dividida en veinte provincias y estas en departamentos o partidos municipales. Supongamos que su población total es de cuarenta millones de habitantes, y que los elegibles para desempeñar cargos de gobierno (de las edades fijadas por ley, legalmente capaces, sin impedimentos derivados de antecedentes penales, etc.) son veinte millones, variadamente distribuidos en las veinte provincias. En todo el electorado, cada ciudadano dispone de un número individual (el número del documento de identidad es el más práctico, pero bien puede ser cualquier otro). En cada sucesiva elección se sortea un número determinante, que eventualmente puede repetirse, y consta de tres cifras (eventualmente de cuatro cifras, en países o comunidades de mucho mayor población). Se determina, por sorteo (como por ejemplo en la lotería) o bien por imposición (ya que esta no afectaría gravemente la asignación de cargos gubernamentales; en una primera vez podría imponerse, también por ejemplo, el número 000 o el número 111) que el número determinante para la presente elección sea el 465. El sistema cubre primero el Poder Legislativo, cuya bicameralidad, en caso de hallarse prevista por la Carta magna, se preservará en los niveles provincial y nacional atendiendo a que el veinte por ciento de los legisladores componga el Senado eligiéndolos por orden de edad, y el resto la Cámara Joven o de Diputados.

### Requerimientos
Todos los ciudadanos legalmente capaces, sin impedimentos de orden penal y de la edad exigida, cuya identificación termina en ese número sorteado 465, pasan a ser legisladores. Ello establece 20.000 legisladores para todo el país (uno, cada mil ciudadanos, y en el país del ejemplo uno cada dos mil habitantes, lo cual variará según la proporción de habitantes que no voten por razones legales, o de edad, o de extranjería), repartidos en cada provincia y municipio en exacta proporción a su número de electores. Otorgando a cada legislador un salario similar al promedio de toda la población (salario promedio que su gestión política debe preocuparse por elevar), el costo del salario de todos los desempeños de cargos electivos es un milésimo (0,1%) del gasto salarial total del país; en la estococracia no hay gastos de elecciones ni campañas partidarias, ni existen partidos políticos que irroguen gastos. Todos los elegibles cuyo número de documento simplemente termine en 465 son, pues, legisladores municipales y se desempeñan en los partidos o municipios (jurisdicciones de nivel inferior), automáticamente distribuidos según el número de pobladores por distrito. Aquellos cuyo número de documento (que es más largo, o sea lleva más cifras, usualmente siete u ocho por lo menos) comienza a repetir 465, desempeñan los cargos superiores, o sea los cargos legislativos de distritos jerárquicamente superiores. Concretamente, quienes tienen como terminación de su número identificatorio el 5465, son legisladores provinciales en las provincias de su residencia; y quienes terminan en 65465 son legisladores nacionales. Ello arroja dos mil legisladores provinciales, que quedan automáticamente repartidos en las veinte provincias según la población de estas, con un promedio de cien legisladores en cada provincia, y doscientos legisladores nacionales. El resto (17.800 legisladores de municipio o distrito, a veces llamados concejales) queda distribuido en las comunas o distritos donde tienen su domicilio. El mecanismo asegura la proporcionalidad de su número a la población de la jurisdicción, en todos los niveles (distrito, provincia, nación).
La asignación del Poder Ejecutivo de cada nivel requiere realizar un segundo sorteo, pero no un segundo número determinante, lo que en el sistema Crocco está prohibido. Aquellos ciudadanos cuyos dígitos de la izquierda continúan repitiendo el primer número determinante sorteado y, de ese modo, terminan su número de identidad en 465465, cubren el Poder Ejecutivo. Se trata en todo el país de veinte ciudadanos, algunos de los cuales pueden coincidir en hallarse radicados en el mismo distrito, por ejemplo en las provincias o distritos de mayor población. Como sólo uno de ellos puede ser gobernador de su provincia o distrito, el segundo sorteo determina quienes de ellos quedarán relegados y pasarán a desempeñarse como gobernadores de aquellas provincias que queden desprovistas de gobernador, una vez cubiertos los cargos en las de mayor población. Pero no se realiza ningún sorteo que varíe el requisito impuesto por el primero (el número 465, invariable en cada elección). El mismo procedimiento determina, entre los legisladores de cada municipio, quienes habrán de desempeñarse como intendentes del mismo (también solamente un intendente por cada municipio). De haber excedentes con dicho procedimiento, se desempeñarán como vicegobernadores y viceintendentes; y de faltar estos se asignarán los cargos entre quienes desempeñen la presidencia de los cuerpos legislativos.

### Aclaración
Cabe aclarar que la carrera administrativa se prolonga hasta alcanzar, en los tres niveles municipal, provincial y nacional, la función inmediatamente inferior a ministro, o sea incluye hasta secretario de estado (en los niveles nacional y provincial) y secretario de área o cartera (en el nivel de partido o municipio). En consecuencia, el funcionario político que durante cierto periodo desempeña el cargo ejecutivo (intendente, gobernador o presidente) sólo tiene facultades para designar, como funcionarios políticos de su personal confianza que le acompañarán durante su gestión y cesarán junto con él, a los ministros que le secundarán, pero no a los funcionarios de los niveles inferiores siguientes (secretarios de estado o de área, e inferiores) o "de carrera administrativa" que, a su vez, secundarán a estos ministros, tanto desde las organizaciones públicas que realizan la función administrativa y de gestión del Estado y de otros entes públicos cuanto desde el sector público instrumental. Es una restricción de aquellas designaciones políticas que, por el contrario, suelen formar parte de las metas que acompañan al triunfo electoral en la democracia por partidos. En la estococracia dicha restricción procura limitar vicios como el nepotismo, el clientelismo político y la compra o negociación de designaciones de cargos públicos en pago por las alianzas partidarias destinadas a lograr el triunfo electoral; asegurar la buena calidad del asesoramiento de los funcionarios políticos y la transmisión de políticas de Estado de largo plazo (transgeneracionales) cuyos objetivos suelen perderse de vista cuando los funcionarios entrantes con cada gobierno son digitados por este; y promover la capacitación técnica de los funcionarios de carrera que alcanzan sus cargos por medio de concursos públicos.

### Determinación
Finalmente, el ciudadano elegible identificado con el número 5.465.465 queda determinado como Presidente de la Nación; si hubiera otro ciudadano legalmente elegible con los números de documento 65.465.465 (lo que, con la población total tomada como ejemplo, puede ocurrir si el segundo dígito del sorteo resultare ser un número bajo, por ejemplo 1, 2, 3 o tal vez hasta 4, pero sería más frecuente a medida que aumenta la cantidad total de electores), pasaría a desempeñar la vicepresidencia de la Nación a la vez que presidirá el poder legislativo nacional. Si aun quedaran excedentes, nuevamente un segundo sorteo determinaría a cual de ellos (dos o más) habrá que relegar. La claridad de sus reglas es lo que, en esta época de escrutinios electrónicos verificados a menudo por empresas privadas, protege la transparencia del sistema, de modo que el mismo puede ser implementado por el Poder Judicial o bien por cualquier otro organismo público especializado. (Obviamente también el escrutinio electrónico deja de existir, ya que no hay más sufragios). Asimismo la preocupación por mejorar la preparación de los gobernantes pasa por elevar y mejorar la formación y preparación de toda la población, y pone a esta mejora formativa en el primer plano de los objetivos políticos del gobierno. (Esta exposición del sistema de Mario Crocco está tomada del Proyecto Legislativo 0196/1986 del Dip. Dr. Juan Carlos Barbeito en la Hº Cámara de Diputados del Congreso de la Nación Argentina, 1986).